# Hylodes meridionalis
Hylodes meridionalis är en groddjursart som först beskrevs av Mertens 1927.  Hylodes meridionalis ingår i släktet Hylodes och familjen Hylodidae. IUCN kategoriserar arten globalt som livskraftig. Inga underarter finns listade i Catalogue of Life.